# Willy Brahmann
Willy Brahmann (* 19. Juli 1915 in Sorgenau, Ostpreußen, Deutsches Reich; † nach 1971) war ein deutscher Tontechniker bei Film und Fernsehen.

## Leben und Wirken
Brahmann besuchte nach der Volksschule eine funktechnische Schule sowie das Technikum, das er mit einem Ingenieursgrad abschloss. Von 1939 bis 1942 leistete er seinen Kriegsdienst als Bordfunker ab, ehe er 1942 als Tontechniker bzw. Tonmeister von der UFA eingestellt wurde. Er blieb dort bis 1945 und konnte seine filmische Tätigkeit nach Kriegsende erst mit einiger Verspätung wieder aufnehmen. 
Für die verschiedensten Filmgesellschaften betreute Brahmann in den 1950er Jahren eine Reihe von Kinofilmen, ab Mitte des darauf folgenden Jahrzehnts kamen auch einige Aufträge vom Fernsehen hinzu. Nach seiner tontechnischen Arbeit an Wolfgang Staudtes legendärem Weihnachtsmehrteiler Der Seewolf verschwand der gebürtige Ostpreuße aus dem Blickfeld der Öffentlichkeit.

## Filmografie
- 1948: Beate
- 1952: Königin der Arena
- 1953: Die Kaiserin von China
- 1953: Vatimacht Dummheiten
- 1955: Der Hauptmann und sein Held
- 1956: Kirschen in Nachbars Garten
- 1956: Weil du arm bist, mußt du früher sterben
- 1956: Wo die alten Wälder rauschen
- 1956: Das alte Försterhaus
- 1959: Der Schatz vom Toplitzsee
- 1965: Diamanten sind gefährlich
- 1967: 69 Liebesspiele
- 1968: Otto ist auf Frauen scharf
- 1968: Frau Wirtin hat auch einen Grafen
- 1971: Kommissar X jagt die roten Tiger
- 1971: Der Seewolf